# Asesinato de Faiza Ashraf
Faiza Ashraf era una joven de 26 años noruega de origen paquistaní que, el 3 de febrero de 2010, fue secuestrada a primera hora de la mañana en una parada de autobús en Haslum en Bærum, a las afueras de Oslo (Noruega), mientras se dirigía al trabajo. Posteriormente fue encontrada muerta cerca de una pista de esquí en Solli, en el municipio de Asker.
Después de recibir una llamada de Ashraf para alertarlos de su secuestro, la policía arrestó a Shamrez Khan y luego a Håvard Nyfløt, quien admitió haber secuestrado a Ashraf por orden del primero. Ambos hombres fueron condenados y condenados a prisión. Conocido como el "caso Faiza", el caso generó una cantidad considerable de atención de los medios en Noruega en ese momento. Fue uno de los primeros incidentes de asesinatos por contrato no relacionados con bandas en la historia moderna de Noruega.

## Secuestro
En la madrugada del miércoles 3 de febrero de 2010, Faiza Ashraf, de 26 años, estaba esperando el autobús que salía de su casa en Haslum y se dirigía al centro de Oslo, donde trabajaba en una boutique de ropa. Mientras estaba parada en la parada de autobús aproximadamente a las 06:40, Håvard Nyfløt, de 25 años, se detuvo, la agarró y la obligó a entrar en el maletero de su automóvil. Ashraf logró llamar a la policía desde su teléfono móvil e informarles que estaba siendo secuestrada, pero no pudo dar su ubicación exacta. Este evento fue presenciado por al menos un automovilista que pasaba.
Al poco rato, Nyfløt detuvo el coche y le informó que una tercera persona le estaba pagando para que la secuestrara y que le pagarían 100.000 coronas noruegas por el delito. También prometió no hacerle daño, antes de continuar el viaje. Ashraf luego pasó esa información, junto con una breve descripción de su secuestrador, a la policía, que estaba tratando de rastrear la llamada. También proporcionó a las autoridades la identidad de Khan, de quien dedujo que había ordenado su secuestro. Khan había estado obsesionado durante los últimos cinco años con casarse con ella y, según Ashraf, la acosó y atormentó durante este período.
Después de conducir hasta la zona boscosa de Solli en Asker, a unos 25 minutos en las afueras de Oslo, Nyfløt abrió el maletero y descubrió que Ashraf no respondía. Luego arrastró su cuerpo a una tumba poco profunda previamente preparada a unos 200 metros de una popular pista de esquí. Luego, aspiró el maletero y usó un soplete improvisado para eliminar las pruebas sobrantes, antes de viajar a Suecia con su novia.

## Investigación
El miércoles 3 de febrero, la policía anunció que una mujer de unos 20 años de Asker había desaparecido. La policía declaró que creían que había sido secuestrada. Todo el tráfico que pasaba por Asker fue detenido y controlado por policías fuertemente armados. Esa tarde, la policía arrestó al taxista Shamrez Khan, de 28 años, en Oslo. Ashraf lo había nombrado como posible cómplice de su secuestro en su breve llamada a la policía. Khan tenía una larga historia de acoso y acoso a Ashraf, y según sus amigos, se sintió amenazada por él. Inicialmente negó toda culpabilidad y manifestó su deseo de participar en su búsqueda.
Un gran número de fuerzas policiales y voluntarias recorrieron los bosques de Vestmarka adyacentes a donde se usó por última vez su teléfono móvil, pero no pudieron localizar a la desaparecida. La policía también emitió una alerta internacional, en caso de que hubiera sido secuestrada y llevada al extranjero.
El miércoles 10 de febrero, la policía arrestó a Nyfløt, de 25 años, bajo sospecha de haber llevado a cabo el secuestro. Más tarde reveló durante el interrogatorio que Ashraf estaba muerta y le dio a la policía la ubicación del cuerpo. Nyfløt declaró que para pagar sus deudas de juego, había secuestrado a Ashraf por orden de Khan, y que había fallecido por asfixia accidental mientras estaba en el maletero. Khan negó haber ordenado su asesinato y declaró que su intención era secuestrarla y torturarla, no asesinarla. El motivo de esto fue la negativa de Ashraf a casarse con él. Los dos sospechosos se habían conocido mientras Nyfløt trabajaba en una gasolinera en Tveita, barrio de Oslo, de la que Khan era cliente habitual.

## Juicio
Nyfløt y Khan fueron condenados el jueves 14 de mayo de 2011, respectivamente, por los cargos de asesinato en segundo grado y secuestro de Faiza Ashraf. Ninguno de los dos fue declarado culpable de homicidio premeditado. Fueron condenados a 8 y 17 años de prisión, respectivamente. Sin embargo, ambas sentencias fueron ordenadas personalmente por el fiscal general Tor-Aksel Busch, quien sintió firmemente que el tribunal había tomado la decisión equivocada, y durante el segundo juicio, ambos hombres fueron condenados por asesinato premeditado y secuestro y vieron aumentadas sus sentencias a 19 años para Khan y 18 años para Nyfløt. Además, ambos hombres debían pagar 200.000 coronas noruegas en compensación a los padres de Ashraf.
El 28 de marzo de 2012, la Corte Suprema de Noruega se negó a revisar ambos casos, poniendo fin efectivamente al proceso de apelación.